# Stazione di Muikamachi
La stazione di Muikamachi (十日町駅?, Muikamachi-eki) è una stazione ferroviaria della città di Minamiuonuma, nella prefettura di Niigata della regione del Tōhoku, in Giappone. Presso questa stazione passano la ferrovia ad alta velocità Hokuetsu Express a gestione privata e la linea Jōetsu della JR East.

## Linee e servizi
East Japan Railway Company
■ Linea Jōetsu
Hokuetsu Express
■ Linea Hokuhoku

## Struttura
La stazione è realizzata in superficie, e conta un marciapiede laterale e due a isola con cinque binari passanti totali, condivisi da JR e Hokuetsu Express. Il fabbricato viaggiatori è disposto sopra il piano del ferro, contiene servizi igienici, biglietteria presenziata (attiva dalle 5:30 alle 20:30), e altri servizi, oltre ad ascensori per l'accesso ai binari.
| 1 | ■ Linea Jōetsu     | per Echigo-Yuzawa, Minakami e Takasaki |
| 2 | ■ Linea Jōetsu     | binario di servizio                    |
| 2 | ■ Hokuetsu Express | treni stagionali via linee JR          |
| 3 | ■ Linea Jōetsu     | per Urasa, Koide e Nagaoka             |
| 3 | ■ Hokuetsu Express | per Toyama e Kanazawa                  |
| 4 | ■ Hokuetsu Express | per Echigo-Yuzawa                      |
| 5 | ■ Hokuetsu Express | per Tōkamachi, Uragawara e Naoetsu     |

## Stazioni adiacenti
| «                                        | Servizio     | »             |
| Linea Jōetsu                             | Linea Jōetsu | Linea Jōetsu  |
| ---------------------------------------- | ------------ | ------------- |
| Shiozawa                                 | -            | Itsukamachi   |
| Hokuetsu Express                         |              |               |
| Shiozawa                                 | Locale       | Uonuma-Kyūryō |
| Echigo-Yuzawa                            | Rapido       | Tōkamachi     |
| Fermano alcuni espress limitati Hakutaka |              |               |